# Katoenveem
Het Katoenveem is een pakhuis gebouwd in 1920 aan de Keilestraat 39 in het Merwe- en Vierhavensgebied in Rotterdam.
Op 20 april 1916 werd nv Katoenveem opgericht door Blaauwhoedenveem, Handelsveem, Hollandsveem, Leydsche Veem, het Nederlandsche Veem, Vriesseveem en Pakhuismeesteren. Doel was om te komen tot een gemeenschappelijke opslag voor de grootschalige aanvoer van katoen in de Rotterdamse haven. De opslag van katoenbalen betekende een verhoogd brandgevaar en de opslag in de bestaande pakhuizen was door de hoge verzekeringspremies zo’n dure aangelegenheid geworden, dat de vemen geen andere weg zagen dan de krachten te bundelen. Architect J.J. (Jan) Kanters kreeg de opdracht een gemeenschappelijk en brandveilig pakhuis te ontwerpen.
Het Katoenveen Rotterdam werd in 1920 opgeleverd als een zeer functioneel gebouw van 138 meter lang en 43 meter breed. Het veemgebouw is geheel brandvrij gemaakt door de toepassing van gewapend beton en werd voorzien van een vooruitstrevende sprinklerinstallatie. Voor een constante waterdruk zorgde de naast het pand eveneens geheel in gewapend beton opgetrokken watertoren, die in twee fasen (1966 en 1988) werd gesloopt; alleen een betonklomp herinnert er nog aan. Ten noorden van het pakhuis staat nog een betonnen L-vormige pompgebouwtje van één bouwlaag met een plat dak, voorzien van een stalen deur in de oostgevel en een ijzeren garagedeur in de zuidgevel.
De zware betonconstructie van het Katoenveem heeft geen paalfundering, maar rust op een zandbank in de Maas. Het gebouw kende naast een elektrische lift ook een systeem van op betonnen kolommen rustende loopbruggen en hangende rails, waarlangs de balen door middel van elektrische loopkatten verplaatst konden worden. Hierdoor was het mogelijk de in bandijzer omwikkelde katoenbalen tot zeven meter hoogte te stapelen.
Het Katoenveem was oorspronkelijk door middel van een stalen brug vanaf het laadbalkon verbonden met de in 1966 gesloopte pakhuizen "Galveston" en "New Orleans" aan de overzijde van de Keilestraat. In deze pakhuizen van de Holland-Amerika Lijn kwam katoen binnen vanaf de Lekhaven, waar schepen met meer diepgang konden aanmeren.
Er zijn plannen het gebouw, dat als opslagruimte fungeert, een culturele bestemming te geven. De Stichting Droom en Daad wil hier een 'art commissioned space' maken, met kunst die speciaal voor deze grote ruimte wordt gemaakt. De gemeente Rotterdam ziet het plan als ‘een positieve impuls’ voor de ontwikkeling van het gebied en gaat met de stichting in onderhandeling.